# ادوارد مورتیه
ادوارد آدولف کازیمیر ژوزف مورتیر (انگلیسی: Édouard Mortier, Duke of Trévise; ۱۳ فوریهٔ ۱۷۶۸ – ۲۸ ژوئیهٔ ۱۸۳۵)، دوک ترویزو و فرمانده و مارشال نیروهای فرانسه تحت فرمان ناپلئون بود. وی سرانجام ترور شد.